# Albertinia (Sud-àfrica)
Albertinia és un assentament de l'est de Cap Occidental, Sud-àfrica. El 2011 tenia una població de 6.372 habitants, dels quals 4.366 (68,5%) eren mestissos, 1.280 (20%) blancs i 677 (10,5%) negres. En aquella època, el 5 882 o 94% dels habitants indicaven la seva llengua materna com a afrikaans.

## Història
L'assentament es va originar després que el reverend J.R. Albertyn van Riversdal va fer campanya per establir una congregació a l'est de la seva ciutat. La finca Grootfontein es va comprar el 1900 i l'assentament es va proclamar el 1904 i després el reverend la va anomenar Albertyn. Es va convertir en municipi el 1920.

## Escut d'armes
El consell municipal d'Albertinia va registrar un escut d'armes amb l'Administració provincial del Cap el 1964 i de nou el 1966. L'escut d'armes era: En or, una estreta travessera vermella ondulada, acompanyada al cap de l'escut a la dreta d'una àguila mitja negra amb bec i pota vermella i a l'esquerra d'una flor de bruc albertinià de color natural, i a l'escut peu d’un cap de carner merino i un cap de toro Afrikaner de color natural, indulgent; sobre tot sobre un pal verd una protea entre dues garbes, col·locades una sobre l'altra, tot daurat. La cresta era un àloe entre dues banyes del cor i el lema era "Rura mihi placent". L'escut d'armes va ser registrat a l'Oficina d'Heràldica el 1968.

## Districte
Al districte es cultiva cereals i pasturen ovelles. El suc d'àloe també és un producte produït al districte i utilitzat en la indústria farmacèutica com a ingredient de la medecina. La planta àloe amarga Aloe ferox és l'espècie més buscada que es produeix principalment entre Albertinia i Mosselbaai. L'ocre també se n'extreu, especialment a partir del 1925 després que Sir John Barrow el descobrís ja a finals del XIX. L'ocre s'empra en la fabricació de pintura. La quarsita i el caolí també se n'extreuen.
La carretera nacional N2 passa per l'assentament.